# Edvard Söderberg (kansliråd)
Edvard Karl Samuel Söderberg, född 29 november 1887, död 16 oktober 1967 i Stockholm, var ett svenskt kansliråd. Han var son till Nils Johan Söderberg och gift med Märta Schalén.
Söderberg blev efter studentexamen 1907 filosofie kandidat 1912 och juris kandidat vid Uppsala universitet 1918. Han blev tillförordnad kanslisekreterare i kommunikationsdepartementet 1920, var dess föredragande i Regeringsrätten 1928–1939, sekreterare i Kungliga järnvägsstyrelsen 1939 och kansliråd i Kungl. Maj:ts kansli 1936. 
Söderberg anlitades såsom sekreterare i 1937 års kommitté för förberedelse av restaurering av Uppsala domkyrka, såsom expert hos brandförsäkringsbolag vid utredningar angående skadereglering efter eldsvådor i byggnader. Han författade Cement och natursten såsom byggnadsmaterial i Uppsala domkyrka (1938), Studier över Uppsala domkyrkas historia, I den Leijonhufvudska donationen (tillsammans med fadern, 1935), utredningar och underdåniga framställningar angående Uppsala domkyrkas ekonomi- och förvaltningsorganisationsförhållanden samt byggnadsfrågor särskilt ur säkerhetssynpunkt, diverse artiklar angående rättsfrågor i samband med motorfordonstrafik och byggnadsfrågor. Makarna Söderberg är begravda på Norra begravningsplatsen utanför Stockholm.